# Lago di San Colombano
Der Lago di San Colombano  ist ein Stausee im unteren Vallarsa-Tal in der Provinz Trient. Er liegt in Teilen in der Gemeinde Trambileno und in der Gemeinde Vallarsa.
Der See staut auf etwa 2 km Länge den Torrente Leno di Vallarsa kurz oberhalb der Einsiedelei San Colombano. Die 35 m hohe Staumauer ist 1966 an einer knapp 83 m breiten Engstelle des Tales errichtet worden und Teil des mehrstufigen Wasserkraftwerkes San Colombano, dessen Maschinenhaus etwa 1 km unterhalb der Staumauer liegt. Das Staubecken wird nach der nördlich oberhalb des Sees gelegenen Ortschaft Moscheri, Gemeindesitz der Gemeinde Trambileno, auch als Moscheri-Becken bezeichnet.
An seinem Nordufer führt ein zum Teil schmaler Weg von der Staumauer den ganzen See entlang. Im oberen Bereich bieten sich einige Stellen als Badeplätze an. Die südliche Uferseite fällt dagegen zum Großteil steil in den See ab und ist nicht durch Wege erschlossen.

## Fischfauna
Aufgrund der niedrigen Höhenlage finden sich im Vergleich zu höher gelegenen Stauseen zahlreiche Fischarten im Lago di San Colombano: Rutilus erythrophthalmus (eine Art aus der Gattung Rutilus), Rotauge, Döbel, Rotfeder, Seeforelle, Marmorierte Forelle, Regenbogenforelle sowie der Flussbarsch.